# 勒布朗梅尼勒站
勒布朗梅尼勒站（法語：Gare du Blanc-Mesnil），是法国的一个铁路车站，属于大区快铁B线B3支线和B5支线。开通于1980年，位于塞纳-圣但尼省勒布朗梅尼勒。属于第三收费区（法語：Zone 3）。